# Grindcore
Sous-genres
Cybergrind, goregrind, noisegrind
Genres dérivés
Mathcore, powerviolence
Genres associés
Deathgrind
Le grindcore (/ˈɡɹaɪnd.kɔː/) est un genre musical dérivé du punk hardcore et du metal extrême. Le grindcore est une musique extrêmement directe, rapide et brutale dans laquelle les vocaux gutturaux ou criés côtoient les blast beats de batterie et les riffs de guitare relativement simples et ultra rapides directement influencés par le punk hardcore et le crust punk. Aujourd'hui, le grindcore est principalement considéré comme un sous-genre du metal.
Au départ, le grindcore est associé à un engagement politique. Les thèmes abordés par les textes sont orientés vers les idées telles que l'anticonsumérisme, la déforestation ou encore le végétarisme et aux droits des animaux (pour Nasum ou Agathocles entre autres). Le grindcore est une conséquence directe du punk hardcore et du metal extrême. Une seconde génération du grindcore apparaît avec des textes plutôt ironiques, gores et pornographiques avec un second degré polémique (Anal Cunt, Agoraphobic Nosebleed). Par la suite, de plus en plus de projets ont exploité le côté parodique ou volontairement « débile » tel que les français de Purulent Excretor ou Gronibard. D'autres, tels que le groupe français Sublime Cadaveric Decomposition, jusqu'à leur troisième album, n'articulaient pas de paroles dans leur musique.
Le grindcore est parfois confondu avec le brutal death metal (évolution du death metal, avec des groupes tels que Suffocation, Dying Fetus, Mortician) ou le powerviolence.

## Caractéristiques

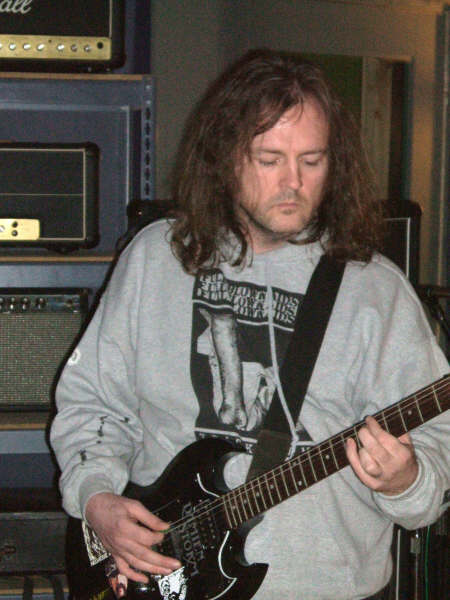
Seth Edward Putnam ((m. 2008–2011) était un musicien américain surtout connu comme le fondateur, chanteur et guitariste occasionnel du groupe de grindcore Anal Cunt

Le grindcore est un mélange initial de thrash metal et de punk hardcore. Le nom est dérivé du mot anglophone grind, un terme britannique de thrash et emprunte le suffixe -core de hardcore. Le grindcore utilise l'instrumentation classique du punk hardcore et du heavy metal : guitare électrique, basse et batterie. Cependant, le grindcore modifie les pratiques habituelles du metal ou du rock dans sa structure et sa tonalité. Le style vocal « oscille entre cris aigus et graves, grunts et aboiements. » Les paroles sont souvent incompréhensibles.
Certains morceaux de grindcore contiennent une « microchanson » qui dure seulement quelques secondes. En 2001, le Livre Guinness des records récompense Brutal Truth dans la catégorie de « clip vidéo le plus court » pour sa chanson sortie en 1994 Collateral Damage (qui dure seulement quatre secondes). En 2007, la vidéo de la chanson You Suffer de Napalm Death établit un nouveau record dans cette catégorie avec une durée de 1,3 seconde. Hormis la microchanson, le grindcore se caractérise généralement par sa courte durée ; par exemple, le premier album de Carcass, Reek of Putrefaction (1988), se compose de 22 chansons d'une durée moyenne d'une minute et 48 secondes. Certains albums de grindcore sont de très courte durée comparés aux autres genres, et se composent d'une large liste de titres mais d'une durée totale moyenne de 15 à 20 minutes. Certains groupes de grindcore utilisent des guitares down-tuned.

### Blast beat
Le blast beat est une technique de batterie caractérisant le grindcore dans toutes ses formes, bien que très peu utilisée. Selon la définition d'Adam MacGregor, « le blast-beat se répète généralement, est joué à très grande vitesse, et se répartit entre kickdrum, snare, ride, crash, ou hi-hat. » Les blast beats sont définis comme de « fortes explosions percussives, moins centrées sur le rythme et plus sur la pure violence sonore. » Napalm Death utilise pour la première fois ce terme, bien que ce style de batterie ait été déjà pratiqué auparavant par d'autres groupes. Daniel Ekeroth explique que le blast beat a été initialement utilisé par le groupe de D-beat Asocial dans leur démo publiée en 1982. D.R.I. (No Sense), S.O.D. (Milk), Sarcófago (Satanas), Sepultura (Antichrist), et Repulsion ont également utilisés cette technique bien avant l'arrivée de Napalm Death dans la scène.

### Paroles
Les paroles du grindcore sont militantes et/ou provocantes. Un nombre de musiciens de grindcore s'engagent politiquement et éthiquement, portant généralement des revendications considérées d'extrême gauche, en lien avec les racines punk du grindcore. Par exemple, les chansons de Napalm Death se concentrent sur des thèmes anarchistes, dans la tradition anarcho-punk. Ces thèmes incluent l'anti-racisme, le féminisme, l'antimilitarisme, et l'anticapitalisme. D'autres groupes de grindcore, comme Cattle Decapitation et Carcass, expriment leur dégoût de la nature humaine, de la maltraitance animale, et sont dans certains cas végétariens ou véganes. Les chansons de Carcass en particulier sont considérées comme à l'origine du style goregrind, qui se concentre sur des thèmes « corporels ». Des groupes qui se concentrent plus sur des thèmes sexuels que corporels, comme Gut et les Meat Shits, sont classés dans la catégorie pornogrind. Les paroles de Seth Putnam, chanteur d'Anal Cunt, sont notées pour leur humour noir, leur contenu choquant et politiquement incorrect, tandis qu'un groupe comme The Locust utilise un humour satirique inspiré par William S. Burroughs.

## Histoire

### Précurseurs
La première scène grindcore est liée à un réseau international d'échanges entre particuliers et de la production DIY. Les premiers précurseurs connus du son grindcore sont Siege, groupe de punk hardcore, et Repulsion, groupe de death metal. Siege, originaire de Weymouth, dans le Massachusetts, s'inspire du punk hardcore américain classique (Minor Threat, Black Flag, Void) et de groupes britanniques tels que Discharge, Venom et Motörhead. Siege voulait jouer à un rythme effréné : « On écoutait les groupes punk et hardcore les plus rapides qu'on pouvait trouver et on se disait, 'Okay, on va composer quelque chose de plus rapide qu'eux' », comme l'explique le batteur Robert Williams.
Repulsion, originaire de Flint (Michigan), dit s'être inspiré de groupes de street punk comme Discharge et Charged GBH, de crossover thrash comme les Dirty Rotten Imbeciles et Corrosion of Conformity, de thrash metal comme Slayer, Metallica, Celtic Frost, Sodom, et Venom, et de death metal (Possessed), de punk hardcore comme Black Flag, et d'anciens groupes de hard rock. Le groupe est souvent crédité pour avoir inventé le classique blast beat grind (joué à 190 BPM) et sa tonalité. Shane Embury, en particulier, considère le groupe comme à l'origine des dernières innovations de Napalm Death. Kevin Sharp de Brutal Truth déclare que « Horrified était et est toujours ce qui définit le grind ; un mélange parfait de punk hardcore et de gore metal, de vitesse et de distorsion. »
D'autres groupes de la scène grindcore, comme Heresy et Unseen Terror, s'inspirent du punk hardcore américain de groupes comme Septic Death, et le D-beat suédois. Sore Throat explique s'être inspiré de Discharge, Disorder, de groupes D-beat et thrash metal, comme Hellhammer et de groupes américains comme Poison Idea et DRI. Le japanese hardcore, en particulier GISM, est également mentionné par les premiers groupes du style. D'autres groupes notables sont cités par les anciens membres et les membres actuels de Napalm Death comme Discharge, Amebix, Throbbing Gristle et les Dirty Rotten Imbeciles. Les groupes de post-punk, comme Killing Joke et Joy Division sont également cités comme les premiers ayant inspiré Napalm Death.

### Royaume-Uni

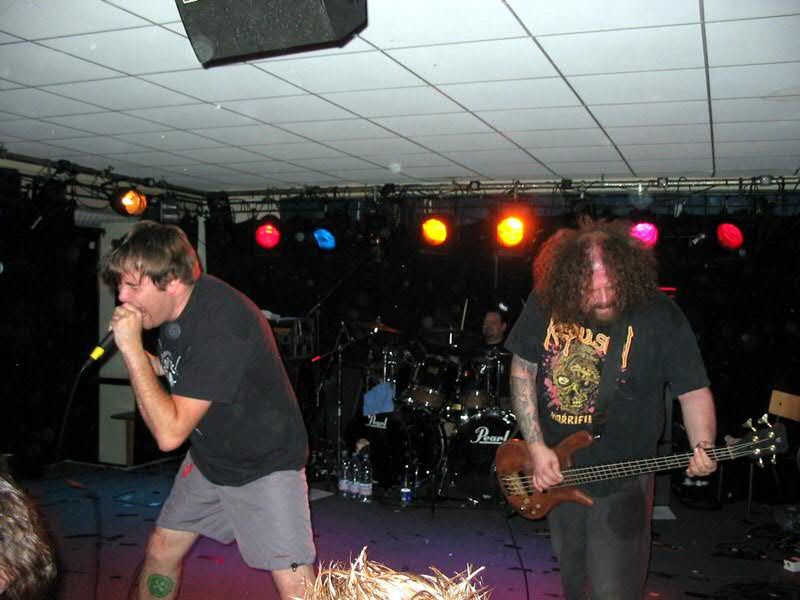
Les pionniers du grindcore Napalm Death, en 2007.

Le grindcore, comme tel, se développe au milieu des années 1980 au Royaume-Uni grâce à Napalm Death, groupe originaire de la scène anarcho-punk de Birmingham, en Angleterre. Leurs chansons étant initialement dans la veine de Crass, elles seront finalement associées à la scène crust punk. Le groupe commence ensuite à reprendre des éléments en provenance du thrashcore, post-punk, et du power electronics. Le groupe effectue également des changements chez ses membres. Un changement majeur de style s'effectue à l'arrivée de Mick Harris à la batterie. Le rédacteur Ian Glasper indique que « pendant plusieurs mois, le public stupéfait ne savait plus si Napalm Death était encore un groupe sérieux, lorsqu'il entendait la rapidité du nouveau batteur. » Albert Mudrian suggère que le terme « grindcore » ait été utilisé pour la première fois par Harris. Ce dernier indique que « le grindcore vient de grind, qui est le seul mot qui m'est venu à l'esprit pour définir Swans après avoir acheté leur album en '84. Ensuite, avec ce nouveau mouvement hardcore qui s'est lancé en '85, je me suis dit que grind leur allait tellement bien quand ils jouaient rapidement, alors j'ai utilisé le mot grindcore. »
D'autres sources contredisent les propos de Harris. Dans un article publié par le magazine Spin, Steven Blush déclare que « l'homme souvent crédité » pour avoir nommé le style grindcore s'appelle Shane Embury, bassiste de Napalm Death depuis 1987. Embury offre sa propre définition du « son » grindcore : « Aussi loin que je me rappelle, on s'inspirait de Celtic Frost, Siege – qui est un groupe hardcore originaire de Boston – un tas de groupes hardcore et death metal, et certains groupes indus-bruitistes comme Swans à leurs débuts. Alors, on a mélangé le tout. À la base, tout ça est joué à 200 à l'heure. »
Le fondateur du label Earache Records, Digby Pearson, soutient Embury, expliquant que Napalm Death « a passé le hardcore et le metal à la vitesse supérieure. » Pearson, cependant, explique que le grindcore « ne se caractérise pas uniquement par la vitesse de la batterie, des blast beats, etc. » « le terme servait à définir les guitares - heavy, downtuned, bleak, harsh riffing. »

### Amérique du Nord

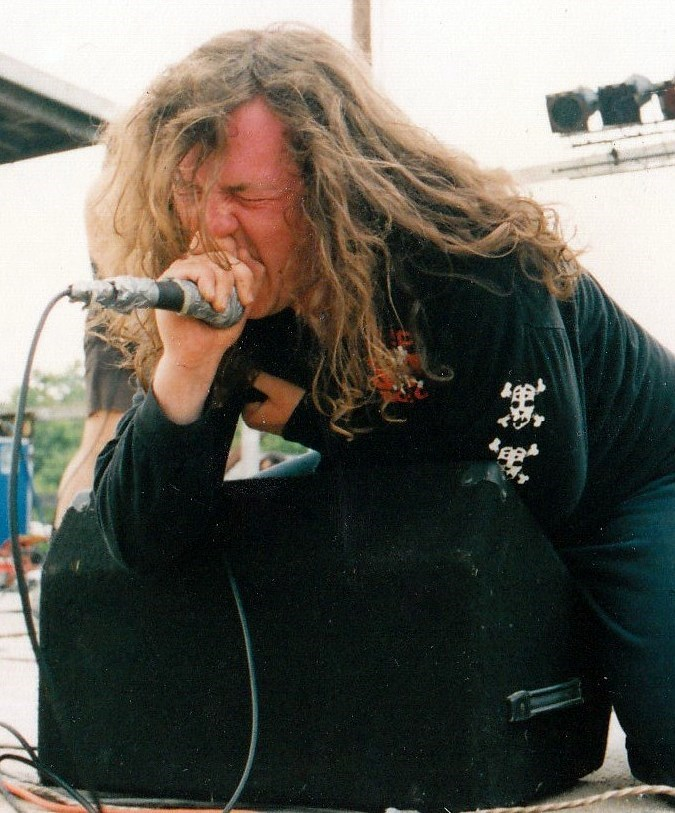
Seth Putnam d'Anal Cunt au Relapse Festival, 1993.

Le journaliste Kevin Stewart-Panko divise l'origine du grindcore américain des années 1990 en trois sources : le grindcore britannique, les précurseurs américains, et le death metal. Les premiers albums de Napalm Death n'étant publiés dans leur intégralité aux États-Unis, des groupes américains s'inspirent de leurs dernières chansons comme Harmony Corruption. Les groupes américains utilisent souvent des riffs en provenance du crossover thrash ou du thrash metal. Les premiers groupes grind incluent Terrorizer et Assück. Anal Cunt, groupe particulièrement dissonant dépourvu de basse, est une influence pour la scène. Leur style est souvent considéré comme du « noisecore » ou « noisegrind », décrit par Giulio des Cripple Bastards comme « le côté le plus nihiliste et anti-musical de la musique extrême de l'époque,. »
Brutal Truth devient le groupe le plus populaire de la scène au début des années 1990. Cependant, Kevin Sharp indique qu'ils s'inspirent plus du thrash metal de Dark Angel que des groupes britanniques. Discordance Axis détenait un style plus technique dans son jeu comparé à la plupart de ses prédécesseurs.

### Europe
Des groupes européens, tels qu'Agathocles, de Belgique, Patareni, de Croatie, Rotten Sound, de Finlande, Nasum, de Suède, et Fear of God, de Suisse, sont les plus imposants du style. Filthy Christians, signé au label Earache Records en 1989, intronise le style en Suède tandis que Cripple Bastards s'établit dans la scène italienne du grindcore. En France, Blockheads est un bon exemple de grindcore.

## Influence sur d'autres genres
Le groupe japonais de noise rock Boredoms emprunte des éléments de grindcore, et part en tournée avec Brutal Truth en 1993. Gore Beyond Necropsy formé en 1989, collabore par la suite avec le musicien bruitiste Merzbow. Naked City, mené par le saxophoniste John Zorn, joue une forme avant-gardiste de jazz punk orientée grindcore,. Zorn forme plus tard Painkiller avec le producteur ambient dub Bill Laswell à la guitare basse et Mick Harris à la batterie qui collabore avec Justin Broadrick.

### Powerviolence
Le powerviolence est un sous-genre agressif et dissonant du punk hardcore,. Le style est lié au thrashcore et similaire au grindcore. Bien que le powerviolence s'inspire de Napalm Death et d'autres premiers groupes de grindcore, les groupes du genre évitent les éléments du heavy metal.

### Musique industrielle et électronique

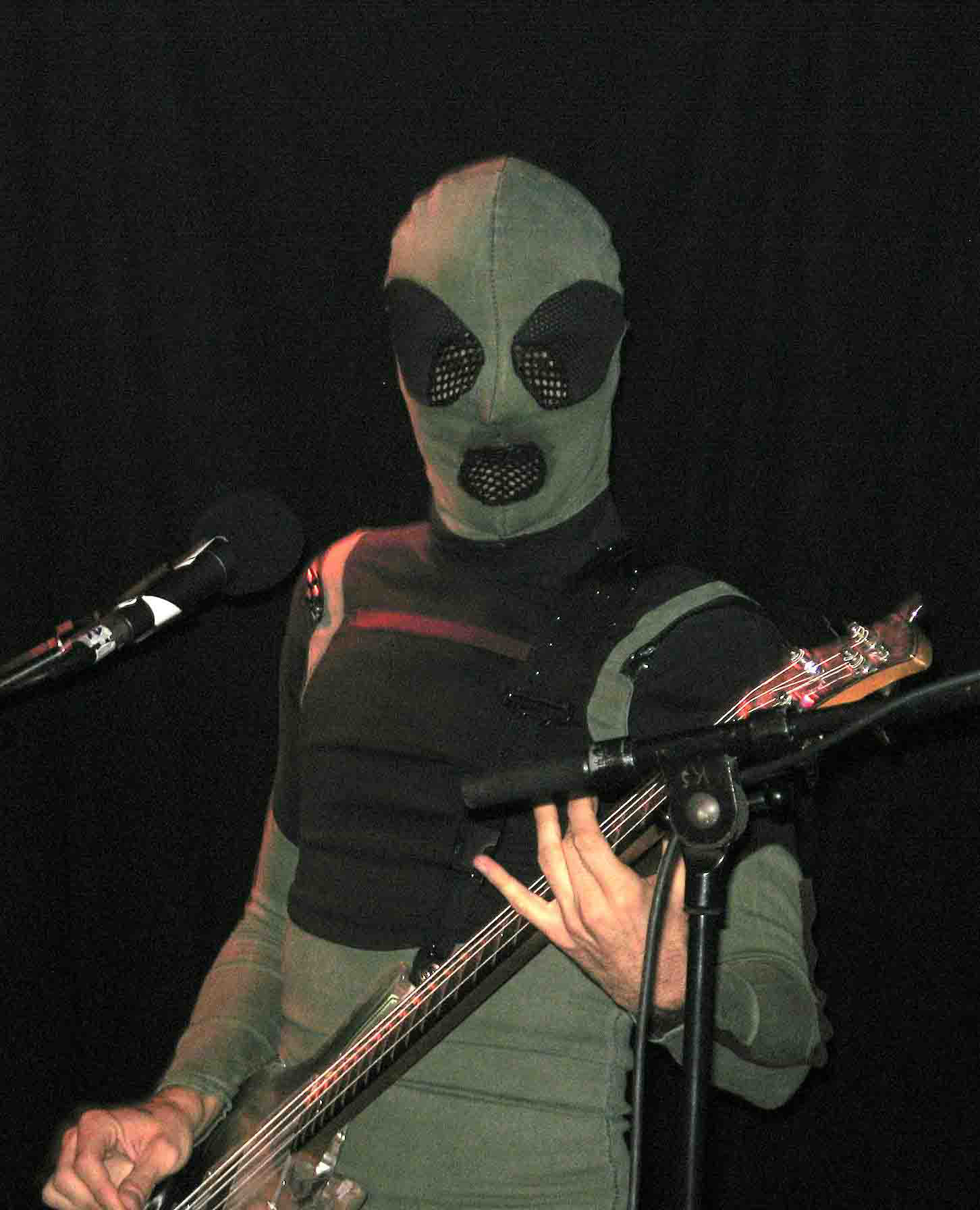
Justin Pearson de The Locust, à l'origine du cybergrind.

Parmi d'autres influences, Napalm Death inspire la scène de la musique industrielle. De ce fait, l'ancien guitariste de Napalm Death, Justin Broadrick, se lance dans le metal industriel avec Godflesh. Mick Harris, dans son groupe post-Napalm Death, Scorn, expérimente brièvement le style. Scorn joue également du hip-hop industriel et du dark ambient. Fear Factory, groupe de metal industriel, est également cité dans le groupe s'inspirant du grindcore.
Le digital hardcore est initialement un mélange de punk hardcore et techno hardcore. Agoraphobic Nosebleed et The Locust sollicitent des remixes de producteurs digital hardcore et de musique bruitiste,, James Plotkin, Dave Witte, et Speedranch participent au projet Phantomsmasher, qui mélange grindcore et digital hardcore. Alec Empire, d'Atari Teenage Riot, groupe iconique du digital hardcore, collabore avec Justin Broadrick sur le premier album de Curse of the Golden Vampire et avec Gabe Serbian, de The Locust, sur scène au Japon. La personnalité du japanoise Merzbow participe également au show Empire/Serbian.

### Electrogrind
Le XXIe siècle voit également le développement de l'electrogrind (ou cybergrind) (à ne pas confondre avec l'electronicore), pratiqué par The Berzerker, Gigantic Brain et Genghis Tron, qui emprunte à la musique électronique. Ces groupes s'appuient sur le travail d'Agoraphobic Nosebleed, d'Enemy Soil et de The Locust, ainsi que sur le metal industriel. The Berzerker s'est également approprié les kicks distordus Roland TR-909 des producteurs de gabber. Des groupes comme Libido Airbag et Cumfilled Brain incorporent des éléments du Grindcore, comme les voix pitchées et gargouillées, avec les structures rythmiques du techstep. Par la suite, de nombreux groupes d'electrogrind ont été caricaturés en raison de leurs liens avec les hipster.

### Metalcore
Le metalcore est un genre mêlant metal extrême et punk hardcore, s'inspirant à l'époque du groove metal. Comme le grindcore, le metalcore peut inclure des breakdowns et des passages intenses menant au moshing. Au milieu des années 1990, certains groupes de metalcore commencent à s'inspirer du développement du grindcore. Par exemple, des groupes de mathcore, comme The Dillinger Escape Plan, Some Girls et Daughters,. Ces groupes incluent également des éléments de post-hardcore.
Certains premiers groupes de screamo comme Circle Takes the Square et Orchid sont associés au grindcore par certains rédacteurs.